# Kirstie Alley
Kirstie Louise Alley (n. 12 ianuarie 1951, Wichita, Kansas, SUA – d. 5 decembrie 2022, Tampa, Florida, SUA) a fost o actriță americană câștigătoare a unui Emmy Award, cunoscută datorită rolului său din serialul de televiziune Cheers, în care a interpretat personajul Rebecca Howe (între 1987 - 1993), câtigând un Emmy în 1991 pentru categoria Actriță principală într-un serial de comedie (Outstanding Lead Actress in a Comedy Series). În 1992, a câștigat premiul Golden Globe pentru rolul din serialul Cheers.  Alley a mai câștigat, de asemenea, un Emmy în 1994 pentru rolul din filmul de televiziune  Mama lui David (David's Mother).  
Alte roluri în care Alley a câștigat atât sufragiile publicului cât și ale criticii includ, caracterul Diane Barrows din It Takes Two, respectiv rolul principal din Look Who's Talking, Look Who's Talking Too și Look Who's Talking Now, alături de John Travolta.  În anii 1991 și 1998, Kirstie Alley a cucerit de două ori premiul popular People's Choice Award. 

## Filmografie

### Film
| An   | Titlu                           | Rol                         | Note                                             |
| ---- | ------------------------------- | --------------------------- | ------------------------------------------------ |
| 1982 | Star Trek II: The Wrath of Khan | Lt. Saavik                  | Nominee—Saturn Award for Best Supporting Actress |
| 1983 | One More Chance                 | Sheila                      |                                                  |
| 1983 | Champions                       | Barbara                     |                                                  |
| 1984 | Blind Date                      | Claire Simpson              |                                                  |
| 1984 | Runaway                         | Jackie Rogers               | Nominee—Saturn Award for Best Supporting Actress |
| 1987 | Summer School                   | Ms. Robin Bishop            |                                                  |
| 1988 | Shoot to Kill                   | Sarah Renell                | Also known as Deadly Pursuit                     |
| 1989 | Look Who's Talking              | Mollie                      |                                                  |
| 1989 | Loverboy                        | Dr. Joyce Palmer            |                                                  |
| 1990 | Madhouse                        | Jessie Bannister            |                                                  |
| 1990 | Look Who's Talking Too          | Mollie Ubriacco             |                                                  |
| 1990 | Sibling Rivalry                 | Marjorie Turner             |                                                  |
| 1993 | Look Who's Talking Now          | Mollie Ubriacco             |                                                  |
| 1994 | 3 Chains o' Gold                | Vanessa Bartholomew         |                                                  |
| 1995 | Village of the Damned           | Dr. Susan Verner            |                                                  |
| 1995 | It Takes Two                    | Diane Barrows               |                                                  |
| 1996 | Alaska                          | Jessie Barnes Singing Voice |                                                  |
| 1997 | Deconstructing Harry            | Joan                        |                                                  |
| 1997 | Toothless                       | Dr. Katherine Lewis         |                                                  |
| 1997 | For Richer or Poorer            | Caroline Sexton             |                                                  |
| 1999 | Drop-Dead Gorgeous              | Gladys Leeman               |                                                  |
| 2002 | Back by Midnight                | Gloria Beaumont             |                                                  |
| 2004 | Family Sins                     | Brenda Geck                 |                                                  |
| 2013 | Syrup                           | Herself                     |                                                  |
| 2013 | Baby Sellers                    | Carla Huxley                |                                                  |
| 2015 | Accidental Love                 | Aunt Rita                   |                                                  |

### Televiziune
| An        | Titlu                    | Rol                       | Note |
| --------- | ------------------------ | ------------------------- | --- |
| 1979      | Match Game               | Self (contestant)         | |
| 1980      | Password Plus            | Self (contestant)         | |
| 1983      | Masquerade               | Casey Collins             | (2 episodes) |
| 1984      | Sins of the Past         | Patrice Cantwell          | |
| 1985      | A Bunny's Tale           | Gloria Steinem            | |
| 1985      | The Hitchhiker           | Angelica                  | Episode: "Out of the Night" Nominee—CableACE Award for Actress in a Dramatic Series |
| 1985      | North and South          | Virgilia Hazard           | (miniseries) |
| 1986      | North and South II       | Virgilia Hazard           | (miniseries) |
| 1986      | Stark: Mirror Image      | Maggie Carter             | |
| 1986      | Prince of Bel Air        | Jamie Harrison            | |
| 1987      | The Hitchhiker           | Jane L.                   | Episode: "The Legendary Billy B." |
| 1987      | Infidelity               | Eliot 'Ellie' Denato      | |
| 1987–1993 | Cheers                   | Rebecca Howe              | Emmy Award for Outstanding Lead Actress – Comedy Series (1991) Golden Globe Award for Best Actress – Television Series Musical or Comedy (1991) Nominated—Emmy Award for Outstanding Lead Actress – Comedy Series (1988, 1990, 1992, 1993) Nominated—Golden Globe Award for Best Actress – Television Series Musical or Comedy (1990, 1992, 1993) |
| 1990      | The Earth Day Special    | Rebecca Howe              | |
| 1991–1993 | Saturday Night Live      | Herself (Host)            | |
| 1992      | My Name Is Prince        | Vanessa Bartholomew       | (music video) |
| 1994      | David's Mother           | Sally Goodson             | Emmy Award for Outstanding Lead Actress – Miniseries or a Movie Nominated—Golden Globe Award for Best Actress – Miniseries or Television Film |
| 1996      | Peter and the Wolf       | Annie / Bird / Duck / Cat | |
| 1996      | Radiant City             | Gloria Goodman            | |
| 1996      | Suddenly                 | Marty Doyle               | |
| 1997      | The Last Don             | Rose Marie Clericuzio     | (miniseries) Nominated—Emmy Award for Outstanding Supporting Actress – Miniseries or a Movie |
| 1997      | Toothless                | Dr. Katherine Lewis       | (TV movie) |
| 1997–2000 | Veronica's Closet        | Veronica Chase            | (also producer) Nominated—Emmy Award for Outstanding Lead Actress – Comedy Series (1998) Nominated—Golden Globe Award for Best Actress – Television Series Musical or Comedy (1998) Nominated—Screen Actors Guild Award for Outstanding Performance by a Female Actor in a Comedy Series                                                          |
| 1998      | The Last Don II          | Rose Marie Clericuzio     | (miniseries) |
| 2001      | Blonde                   | Elsie                     | (miniseries) |
| 2002      | TJ And Friends Iron Will | Diane                     | |
| 2002      | Salem Witch Trials       | Ann Putnam                | (miniseries) |
| 2003      | Profoundly Normal        | Donna Lee Shelby Thornton | (also executive producer) |
| 2004      | Family Sins              | Brenda Geck               | |
| 2004      | While I Was Gone         | Jo Beckett                | |
| 2004      | Without a Trace          | Noreen Raab               | Episode: "Risen" |
| 2005      | Fat Actress              | Self                      | (also joint creator and co-writer w/Brenda Hampton) (7 episodes) |
| 2006      | The King of Queens       | Self                      | Episode: "Apartment Complex" |
| 2007      | Write & Wrong            | Byrdie Langdon            | |
| 2007      | The Minister of Divine   | Sydney Hudson             | Pilot based on the British series The Vicar of Dibley. |
| 2010      | The Marriage Ref         | Self (guest judge)        | |
| 2010      | Kirstie Alley's Big Life | Self (documentee)         | Reality television |
| 2011–2012 | Dancing with the Stars   | Self (contestant)         | Season 12 & Season 15: All-Stars Reality Television |
| 2012      | The Manzanis             | Angela                    | Pilot |
| 2013–2014 | Kirstie                  | Maddie Banks              | |
| 2014      | Hot in Cleveland         | Maddie Banks              | Episode: "Bucket: We're Going to New York" |
| 2015      | The Middle               | Pam Staggs                | Episode: "Pam Freakin' Staggs" |
| 2015      | Time Crashers            | Herself                   | British reality series |
| 2016      | Flaked                   | Jackie                    | |